# Reese Lynch
Reese Lynch (* 20. Juli 2001) ist ein schottischer Boxer. Bei den Weltmeisterschaften 2021 in Belgrad gewann er eine Bronzemedaille im Halbweltergewicht und ist damit Schottlands erster Medaillengewinner bei Boxweltmeisterschaften.
Er ist Rechtsausleger und trainiert im Springhill Boxing Club von Fauldhouse.

## Karriere
Reese Lynch wurde 2016 und 2017 Schottischer Juniorenmeister, sowie 2018 und 2019 Schottischer Jugendmeister.
Er war Teilnehmer der Junioren-Europameisterschaften 2016 (Achtelfinale), der Jugend-Europameisterschaften 2018 (Viertelfinale) und der Jugend-Weltmeisterschaften 2018 (Achtelfinale).
Bei den Weltmeisterschaften 2021 siegte er gegen Ashkan Rezaei, Adrian Thiam und Sanatali Toltayev, ehe er im Halbfinale gegen Kerem Özmen unterlag und mit einer Bronzemedaille ausschied.
2022 gewann er die Commonwealth Games in Birmingham. Er besiegte dabei Timon Aaree, Shiva Thapa, Jonas Junias, Wyatt Sanford und Richarno Colin.
Bei den Europaspielen 2023 in Krakau unterlag er gegen den Bulgaren Radoslaw Rosenow.